# Pulcheria
Pulcheria – imię żeńskie pochodzenia łacińskiego. Wywodzi się od słowa oznaczającego "piękna", "szlachetna".
Pulcheria imieniny obchodzi: 10 września.
- Pulcheria – córka cesarza Teodozjusza I Wielkiego
- Pulcheria – córka cesarza Arkadiusza (399–453)